# Tan Holdings FC
El Tan Holdings FC es un equipo de fútbol de las Islas Marianas del Norte que juega en el Campeonato de fútbol de las Islas Marianas del Norte, la primera división de fútbol en el país.

## Historia
Fue fundado en el año 2008 en la ciudad de Tanapag y ha sido campeón de las Islas Marianas del Norte en cinco ocasiones, la primera en 2012. Desde su fundación ha estado en la máxima categoría ininterrumpidamente.

## Palmarés
- Campeonato de fútbol de las Islas Marianas del Norte: 6

2012-O, 2015-P, 2016-P, 2017-O, 2021-P, 2022-O